# Andra Korinthierbrevet

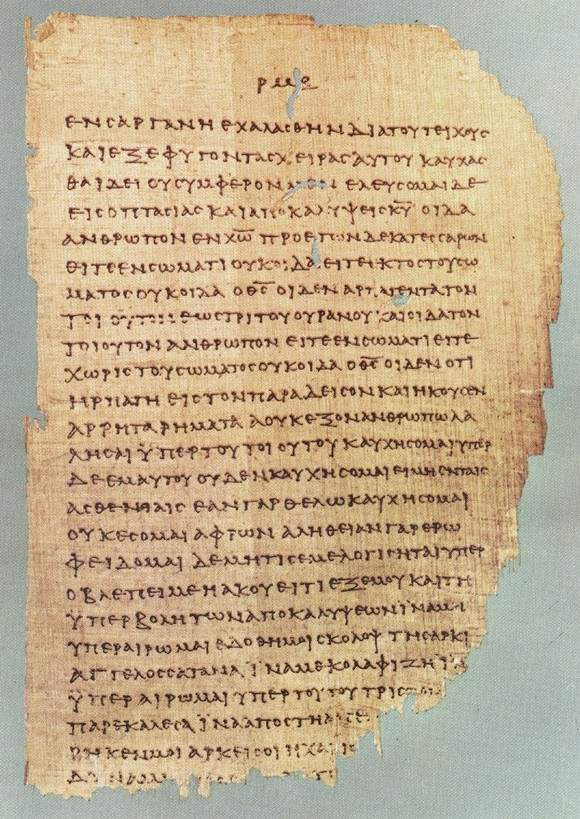
Fragment från ett manuskript innehållande Andra Korinthierbrevet 11:33-12:9.

Andra Korinthierbrevet är en skrift som ingår i Nya Testamentet. Brevet skrevs av Paulus omkring år 56 e.Kr. till församlingen i Korinth.
Paulus skrev brevet i Makedonien. Det skrevs ganska nära inpå Första Korinthierbrevet, bara några månader eller ett år senare, vilket innebär att dateringen måste hålla sig inom ramen för mellan hösten år 55 och år 57. Mellan första och andra brevet till Korinth har Paulus besökt staden, och situationen har förvärrats där genom att någon agiterar emot honom och menar att han inte är en apostel, vilket han kallar sig. Huruvida oroligheterna beror på maktkamp eller teologiska skiljaktigheter är oklart.
Andra Korinthierbrevet handlar om att tjäna kyrkan. Brevet börjar med att Paulus uttalar sin tacksamhet för att hans liv räddats. Han fortsätter med att hävda sitt uppdrag som apostel, diskuterar omkring uppdraget att tjäna Gud, och omkring hur församlingen bör förhålla sig till honom. Brevets andra del diskuterar en kollekt till Jerusalem. Till sist bemöter Paulus agitationen som förekommer i Korinth mot honom.
Nyckelvers: "Min nåd är allt du behöver" (12:9).